# Gonomyia juquiana
Gonomyia juquiana är en tvåvingeart som beskrevs av Alexander 1945. Gonomyia juquiana ingår i släktet Gonomyia och familjen småharkrankar. Inga underarter finns listade i Catalogue of Life.